# Golf du château d'Augerville
Le golf d'Augerville est un golf français situé à Augerville-la-Rivière dans le département du Loiret en région Centre-Val de Loire.

## Description
Le golf est situé dans le parc du château d'Augerville, sur le territoire de la commune d'Augerville-la-Rivière, dans le nord du département du Loiret, à proximité de la route départementale 948.
Le parcours, créé en 1995, comporte 18 trous (par 72) sur un parcours de 6 294 mètres et est dessiné par Olivier Dongradi.
Il appartient à un homme d'affaires français et est rattaché à la ligue du Centre.